# Ryan Ottley
Ryan Ottley est un auteur de comics américain connu pour son travail sur le comics Invincible scénarisé par Robert Kirkman.

## Biographie
Après avoir été licencié de son travail dans un entrepôt de stockage, Ryan Ottley décide de se lancer dans les comics et publie plusieurs webcomics. Il se fait alors remarquer par Robert Kirkman qui l'engage comme dessinateur de sa série Invincible pour remplacer Cory Walker à partir du huitième numéro. Il y reste, rarement remplacé, jusqu'au dernier épisode. Il dessine aussi quelques épisodes de Haunt de Kirkman et Todd McFarlane et crée le comics Grizzly Shark. En 2019, chez Marvel Comics, il est le dessinateur de Amazing Spider-Man.